# Mijnsteen

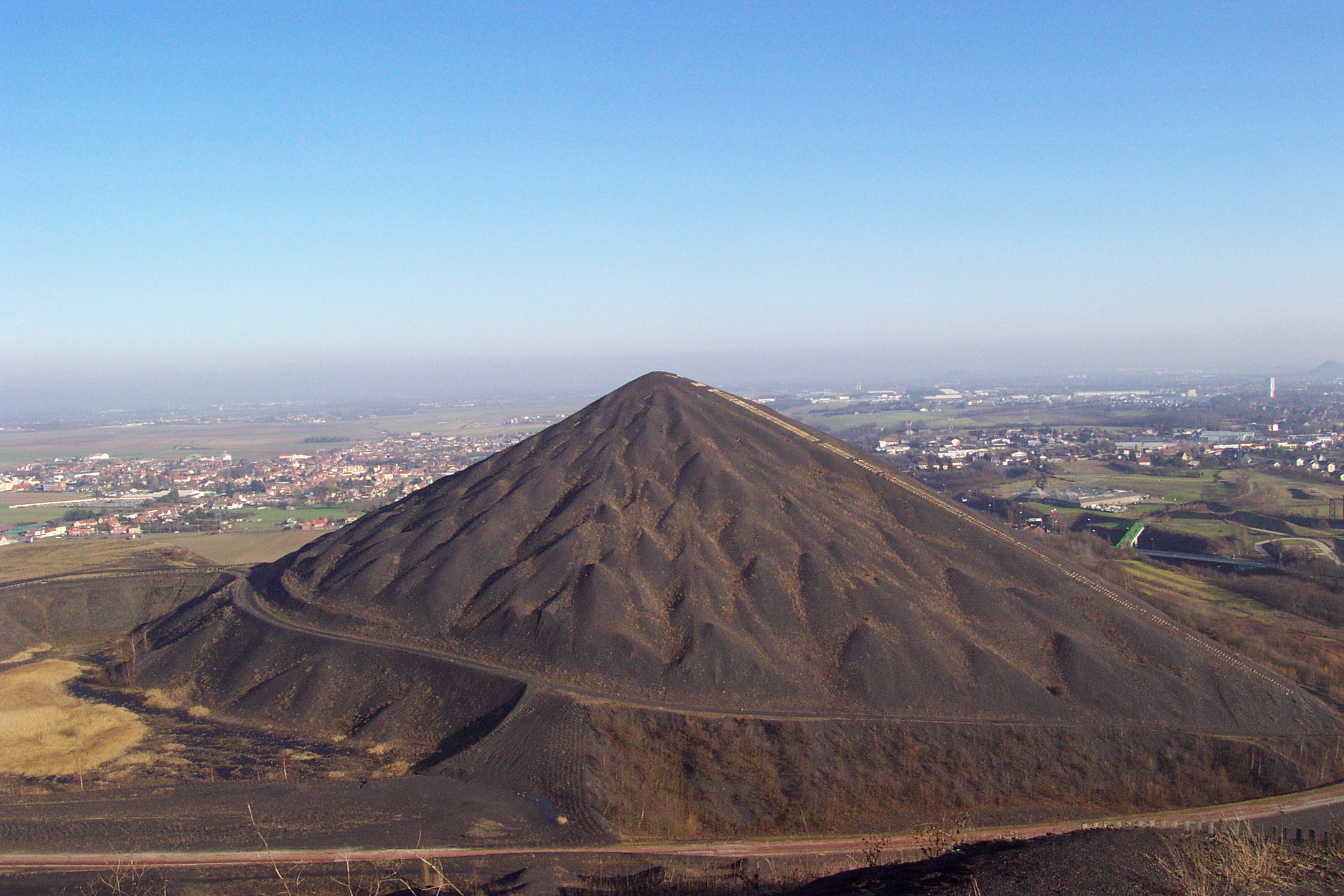
Mijnsteenberg Loos-en-Gohelle, NW Frankrijk

Mijnsteen is een verzamelnaam voor alle soorten nevengesteenten die bij de winning van steenkool vrijkomen. Vrijgekomen mijnsteen werd opgeslagen in mijnsteenbergen. Deze bergen worden soms afgegraven en het materiaal hergebruikt. Er zijn de volgende soorten: 
- Mijnsteen die vrijkomt bij het maken van schachten, (ganggesteente);
- Mijnsteen die vrijkomt door een droge scheiding van steenkool en mijnsteen. De scheiding vindt plaats door breken en zeven; omdat steenkool gemakkelijker vergruist dan mijnsteen resteert in de grove mijnsteen praktisch geen steenkool;
- Wassteen die vrijkomt door scheiding van de steenkool door een nat proces, waarbij gebruik wordt gemaakt van de geringere dichtheid van steenkool ten opzichte van mijnsteen;
- Ongewassen mijnsteen van bestaande bergen. Mijnsteen van deze bergen kan sterk variëren in grofheid en verontreiniging. In oude bergen kunnen hoge koolstofgehalten voorkomen. Verder kunnen er macroverontreinigingen zoals hout en ijzer en chemische verontreinigingen (o.a. PAK’s en PCB’s) in de mijnsteen voorkomen;
- Gewassen mijnsteen afkomstig van bestaande mijnsteenbergen. Het scheidingsprincipe is gelijk aan dat van wassteen. In Nederland werd tot het jaar 2000 door een bedrijf gewassen mijnsteen onder certificaat geproduceerd. Dit certificaat is mede gericht op het voldoen aan de milieuhygiënische eisen;
- Gebrande mijnsteen. Door de steenbergen te laten branden ontstaat rode of gebrande mijnsteen. Steenbergen bevatten doorgaans voldoende koolstof en zijn zodanig los gepakt dat het proces zonder hulpmiddelen (zoals bij een veenbrand) langzaam door de steenberg trekt. Gebrande mijnsteen is bestendiger en sterker dan ongebrande (zwarte) mijnsteen.

Mijnsteen bestaat voornamelijk uit zandsteen en kleisteen met bijmengingen van kolengruis. Door het verschil in oorsprong varieert mijnsteen in opbouw en mate van verontreiniging. Mijnsteen bevat het mineraal pyriet (FeS2) dat bij contact aan de lucht oxideert en Fe en SO4 en zuur afgeeft. Dit is een doorlopend proces. De in Nederland toegepaste mijnsteen is grotendeels (75%) afkomstig uit Duitsland. Mijnsteen werd tot het eind twintigste eeuw geproduceerd in Nederland te Brunssum.
Mijnsteen is een relatief zwak materiaal en kan door verwering verfijnen en uiteenvallen of “verpappen” als de conditie van de mijnsteen doorlopend wijzigt van nat naar droog en omgekeerd.

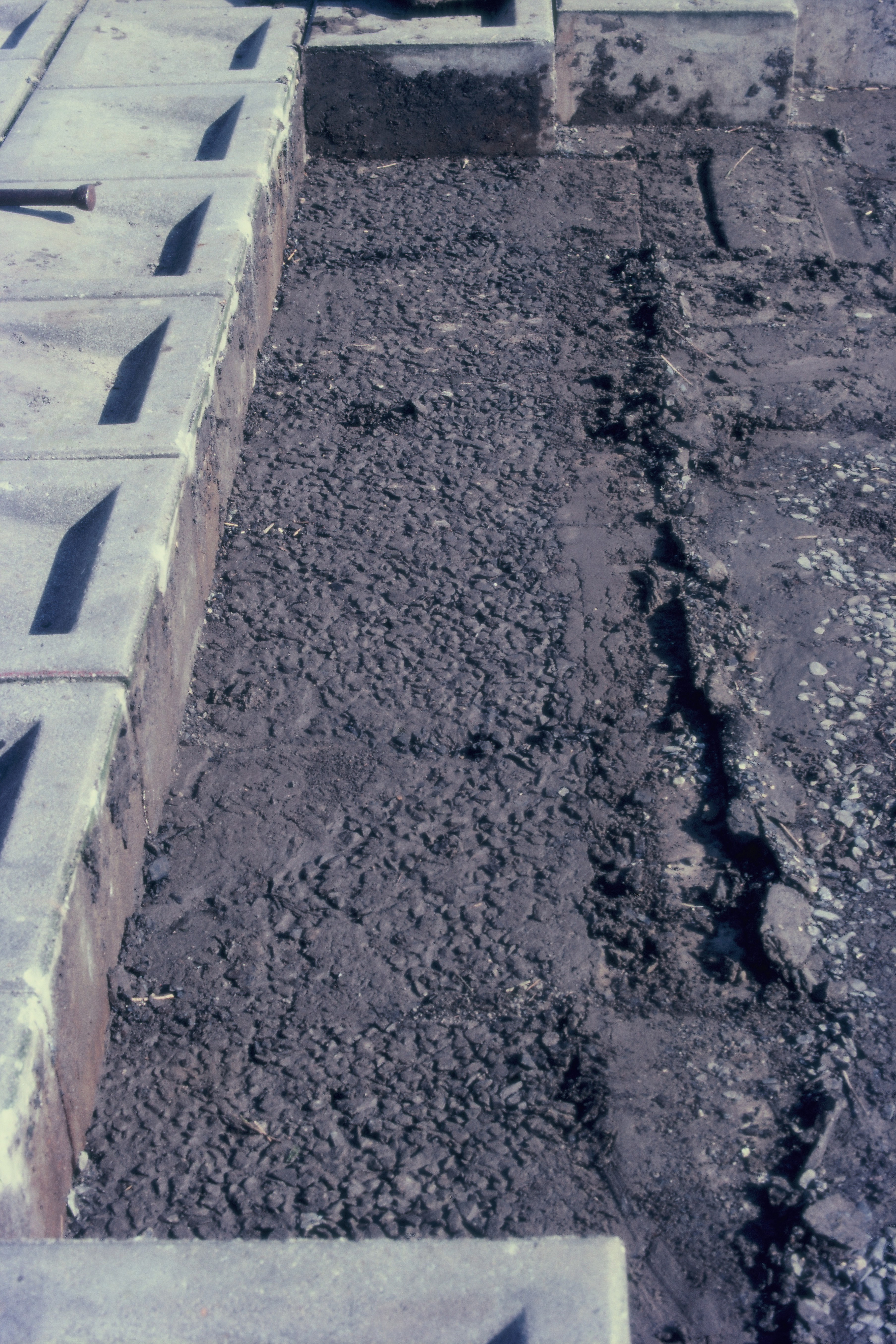
Mijnsteen onder een dijkbekleding van Haringmanblokken

In het verleden is mijnsteen regelmatig toegepast voor oeverbescherming. Het gaat hierbij met name om zwarte (ongebrande) mijnsteen, waarbij vooral de uitloging van SO4 beperkingen met zich meebrengt. Verder wordt mijnsteen als beschermingslaag en als filterlaag toegepast in perskaden. In mindere mate wordt mijnsteen voor droge toepassingen gebruikt. Incidenteel wordt mijnsteen in de wegenbouw gebruikt voor ophogingen en aanvullingen.